# Lista pancerników Royal Navy

## Lista pancerników Royal Navy (1882–1945)

### Predrednoty (1882–1906)
- Pancerniki typu Colossus okręty z centralną wieżą – pierwsze jednostki RN klasyfikowane jako pancerniki 
  - "Colossus" (1882) – sprzedany na złom w 1908
  - "Edinburgh" (1882) (ex "Majestic") – sprzedany na złom w 1910
- Pancerniki typu Admiral
  - "Collingwood" (1882) – sprzedany na złom w 1909
  - "Rodney" (1884) – sprzedany na złom w 1909
  - "Howe" (1885) – sprzedany na złom w 1910
  - "Camperdown" (1885) – sprzedany na złom w 1911
  - "Anson" (1886) – sprzedany na złom w 1909
  - "Benbow" (1885) – sprzedany na złom w 1909
- Pancerniki typu Victoria
  - "Victoria" (1887) (ex "Renown") – staranowany w 1893
  - "Sans Pareil" (1887)
- Pancerniki typu Trafalgar
  - "Trafalgar" (1887)
  - "Nile" (1888)
- Pancerniki typu Royal Sovereign
  - "Royal Sovereign" (1891) – sprzedany na złom w 1913
  - "Empress of India" (1891) – zatopiony jako okręt cel w 1913
  - "Repulse" (1892) – sprzedany na złom w 1911
  - "Ramillies" (1892) – sprzedany na złom w 1913
  - "Resolution" (1892) – sprzedany na złom w 1914
  - "Revenge" (1892) – przemianowany na "Redoubtable" w 1915, sprzedany na złom w 1919
  - "Royal Oak" (1892) – sprzedany na złom w 1914
- "Hood" (1891) (prawie siostrzany dla typu Royal Sovereign)
- Pancerniki typu Centurion
  - "Centurion" (1892)
  - "Barfleur" (1892)
- "Renown" (1895) – sprzedany na złom w 1914
- Pancerniki typu Majestic
  - „Magnificent”(inne języki) (1894) sprzedany na złom w 1921
  - „Majestic”(inne języki) (1895) – storpedowany w 1915
  - „Prince George”(inne języki) (1895) – zatonął w 1921
  - „Victorious”(inne języki) (1895) – sprzedany na złom w 1922
  - "Jupiter" (1895) – sprzedany na złom w 1920
  - HMS „Mars”(inne języki) (1896) – sprzedany na złom w 1921
  - "Hannibal" (1896) – sprzedany na złom w 1920
  - "Caesar" (1896) – sprzedany na złom w 1921
  - „Illustrious”(inne języki) (1896) – sprzedany na złom w 1920
- Pancerniki typu Canopus
  - "Canopus" (1897)
  - „Goliath”(inne języki) (1898) – storpedowany w 1915
  - "Albion" (1898)
  - „Ocean”(inne języki) (1898) – mina w 1915
  - "Glory" (1899)
  - „Vengeance”(inne języki) (1899)
- Pancerniki typu Formidable
  - "Formidable" (1898) – storpedowany w 1915
  - „Irresistible”(inne języki) (1898)
  - „Implacable”(inne języki) (1899)
- Pancerniki typu London (zmodyfikowany typ Formidable)
  - „London”(inne języki) (1899)
  - "Bulwark" (1899)
  - "Venerable" (1899)
  - „Queen”(inne języki) (1902)
  - „Prince of Wales”(inne języki) (1902) – sprzedany na złom w 1920
- Pancerniki typu Duncan
  - "Russell" (1901) – mina w 1916
  - "Albemarle" (1901)
  - "Montagu" (1901) – wszedł na mieliznę i porzucony, 1906/07
  - "Duncan" (1901)
  - "Cornwallis" (1901) – storpedowany w 1917
  - "Exmouth" (1901)
- Pancerniki typu King Edward VII
  - „Commonwealth”(inne języki) (1903) – sprzedany na złom w 1921
  - „King Edward VII”(inne języki) (1903) – mina w 1916
  - "Dominion" (1903) – sprzedany na złom 1921
  - "Hindustan" (1903) – sprzedany na złom w 1921
  - "New Zealand" (1904) – przemianowany na  "Zealandia" w 1911, sprzedany na złom w 1921
  - "Britannia" (1904) – storpedowany w 1918
  - "Africa" (1905) – sprzedany na złom w 1920
  - "Hibernia" (1905) – sprzedany na złom w 1921
- Swiftsure
  - „Swiftsure”(inne języki) (1903) (ex chilijski "Constitucion", przejęty w 1903) – sprzedany na złom w 1920
  - „Triumph”(inne języki) (1903) (ex chilijski "Libertad", przejęty w 1903) – storpedowany w 1915
- Pancerniki typu Lord Nelson
  - „Agamemnon”(inne języki) (1906) – sprzedany na złom w 1927
  - „Lord Nelson”(inne języki) (1906) – sprzedany na złom w 1920

### Drednoty (1906–1910)
- "Dreadnought" (1906)
- Pancerniki typu Bellerophon
  - "Bellerophon" (1907)
  - "Superb" (1907)
  - "Temeraire" (1907)
- Pancerniki typu St Vincent
  - "St Vincent" (1908)
  - "Collingwood" (1908)
  - "Vanguard" (1909)
- Pancerniki typu Neptune
  - "Neptune" (1909)
- Pancerniki typu Colossus
  - "Colossus" (1910)
  - "Hercules" (1910)

### Superdrednoty (1910–1945)
- Pancerniki typu Orion
  - "Orion" (1910)
  - "Monarch" (1911)
  - "Conqueror" (1911)
  - "Thunderer" (1911)
- Pancerniki typu King George V
  - "King George V" (1911)
  - "Centurion" (1911)
  - "Audacious" (1912)
  - "Ajax" (1912)
- Pancerniki typu Iron Duke
  - "Iron Duke" (1912)
  - "Marlborough" (1912)
  - "Benbow" (1913)
  - "Emperor of India" (1913)
- "Agincourt" (1913) (ex brazylijski "Rio de Janeiro", ex turecki "Sultan Osman I")
- "Erin" (1913) (ex turecki "Reshadije")
- "Canada" (1915) (ex chilijski "Almirante Latorre")
- Pancerniki typu Queen Elizabeth
  - "Queen Elizabeth" (1913)
  - "Warspite" (1913)
  - "Barham" (1914)
  - "Valiant" (1914)
  - "Malaya" (1915)
- Pancerniki typu Revenge (nosząca wcześniej oznaczenie Royal Sovereign)
  - "Royal Oak" (1914)
  - "Royal Sovereign" (1915)
  - "Revenge" (1915)
  - "Resolution" (1915)
  - "Ramillies" (1916)
- (planowane pancerniki typu N3 – niezbudowane)
- Pancerniki typu Nelson
  - "Nelson" (1925)
  - "Rodney" (1925)
- Pancerniki typu King George V
  - "King George V" (1939)
  - "Prince of Wales" (1939)
  - "Duke of York" (ex "Anson" (1940))
  - "Anson" (ex "Jellicoe" (1940))
  - "Howe" (ex "Beatty" (1940))
- Pancerniki typu Temeraire lub Lion
  - "Lion" (nieukończony)
  - "Temeraire" (nieukończony)
  - "Conqueror" (planowany)
  - "Thunderer" (planowany)
- "Vanguard" (1944) – ostatni pancernik Royal Navy, którego budowę ukończono.